# Dragon Wars
Dragon Wars är ett datorrollspel utvecklat av Interplay Productions och utgivet av Activision 1989. Spelet programmerades av Rebecca Heineman.

## Handling
Dragon Wars utspelar sig i övärlden Dilmun på vattenplaneten Oceana. Här har trollkarlen Namtar manipulerat kung Drake av Phoebus att förbjuda all magi. Detta har lett krig mellan stadsstaterna i Dilmun. Namtar är en tyrann och hans mål är att styra över hela världen. Målet med spelet är att besegra honom.

## Gameplay
Spelet inleds med att man skapar sig ett sällskap på flera personer med olika namn, egenskaper, kunskaper och färdigheter. Man kan välja att skapa egna personer, eller så kan man föra över färdiga personer från serien Bard's Tale, eller så kan man spela med de färdigskapade personer som spelet erbjuder. Grafiken i spelet är för det mesta uppdelad i tre olika rutor. Rutan till vänster visar var man är i spelets värld, rutan till höger visar status för de personer man kontrollerar, alltså deras hälsa och kraft, rutan i nederkanten visar dialog och dylikt, dessutom används ofta fönster som växer fram mitt på skärmen. Spelet har en autokartläggningsfunktion som registrerar varje ruta man besökt och visar dem på en karta som nås genom en tangenttryckning. Om man kör fast i spelet kan det komma fram en liten text på rutan i nederkanten som säger vilken paragraf man ska titta på i manualen, gör man det så får man hjälp, i manualen står det vad som händer i spelet, detta fungerar som kopieringsskydd.

## Mottagande
När spelet släpptes mottogs det ganska bra av recensenter. Dragon gav spelet 5/5 i poäng. Tidningen Computer Gaming World underströk de förbättringar som gjorts jämfört med serien Bard's Tale och bedömde att spelet drar nytta av ett välkonstruerat scenario, balanserade strider och stor uppmärksamhet på detaljer. Svenska Hemdatornytt ansåg att det var ett roligt och snyggt äventyrsspel med superb grafik, men att ljudet kunde ha varit bättre, och gav spelet 66.25/100 i medelvärde. Datormagazin skrev i sin recension av C64-versionen att spelet var roligt och omväxlande, innehöll gott om utmaningar och att man hade lyckats göra något nytt efter en gammal modell, och gav spelet 8/10 i betyg. Amigaversionen ansågs vara välgjord men det syntes väldigt tydligt att spelet var baserat på en gammal idé och fick 6/10 i betyg.